# Ace Parker
Clarence ("Ace") Parker (Portsmouth (Virginia), 17 mei 1912 – aldaar, 6 november 2013) was een Amerikaans honkballer. 
Parker groeide op in de staat Virginia. Hij startte zijn professionele carrière bij de Brooklyn Dodgers in 1937. Hierna speelde hij nog voor de Boston Yanks en de New York Yankees. Na zijn actieve carrière werd hij nog coach. Hij was lang de oudst nog levende speler die samen speelde met Baseball Hall Of Fame-lid Rogers Hornsby, en samen met Bobby Doerr de laatste die nog tegen de legendarische Lou Gehrig speelde.
Hij stierf op 101-jarige leeftijd.